# 杨学纯
杨学纯（1925年—2016年1月27日），男，浙江慈溪人，中华人民共和国政治人物，曾任中国民主促进会中央委员会常务委员，最高人民检察院特约检察员，第六届全国政协委员。

## 家庭
祖父杨敏曾。